# Parque de la Ciudad (Groninga)

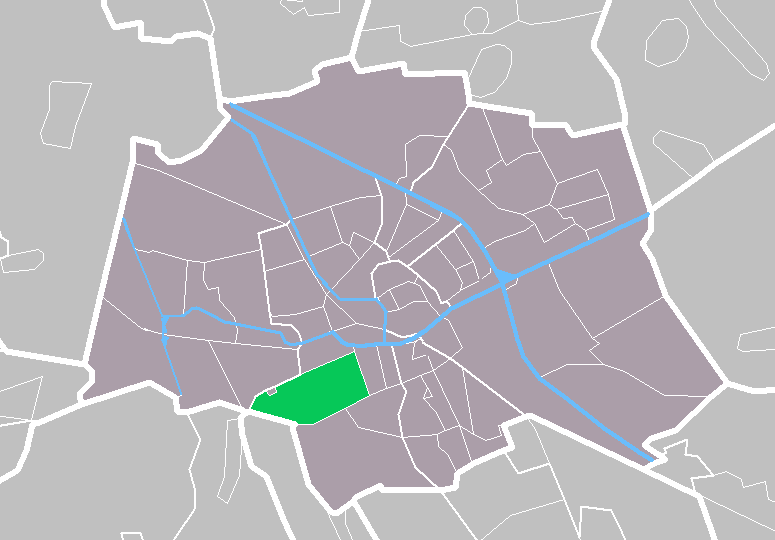
Localización del Parque de la Ciudad en el plano de Groninga.

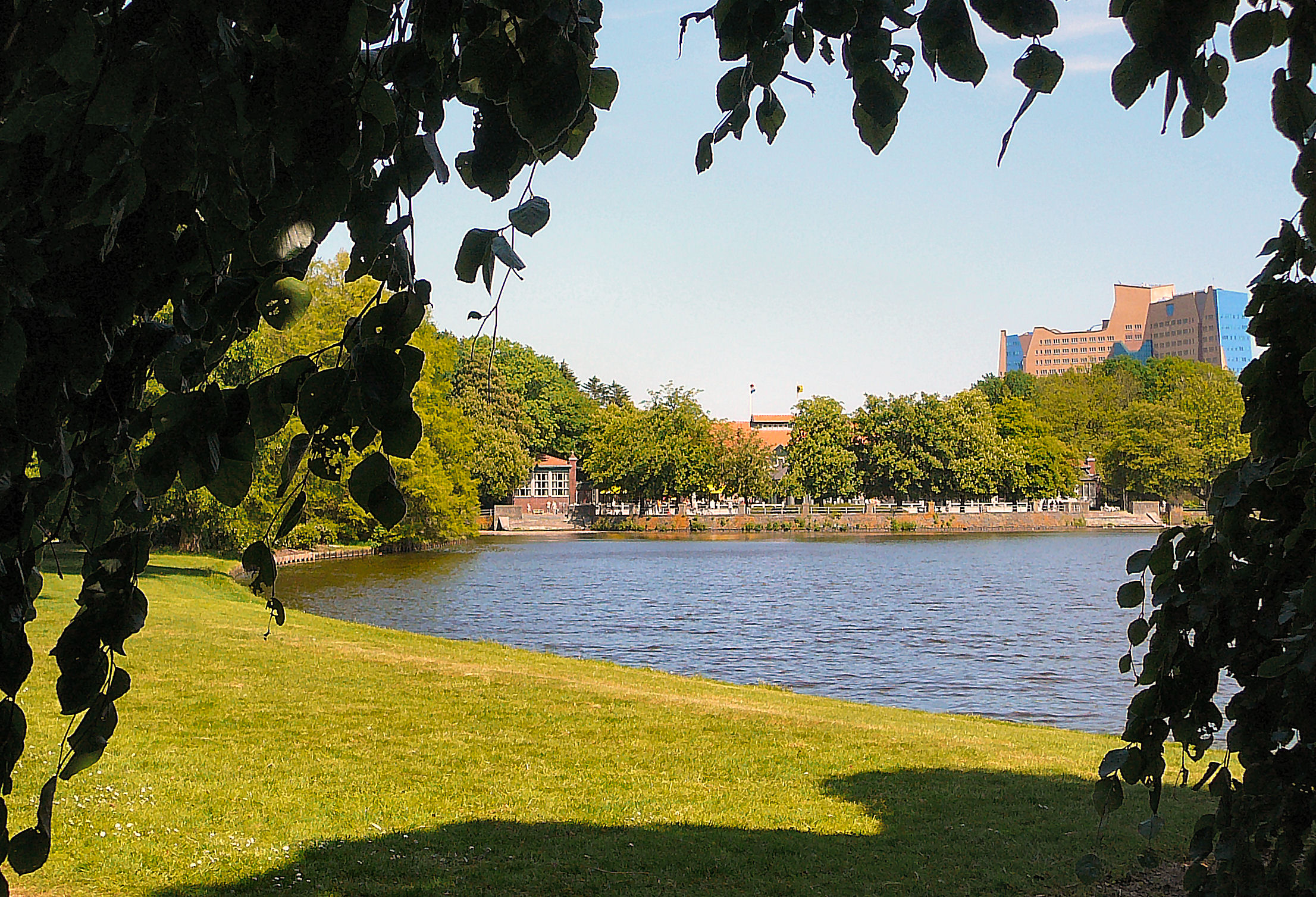
vista del Parque de la Ciudad, que incluye el Pabellón del Parque de la Ciudad(2008).

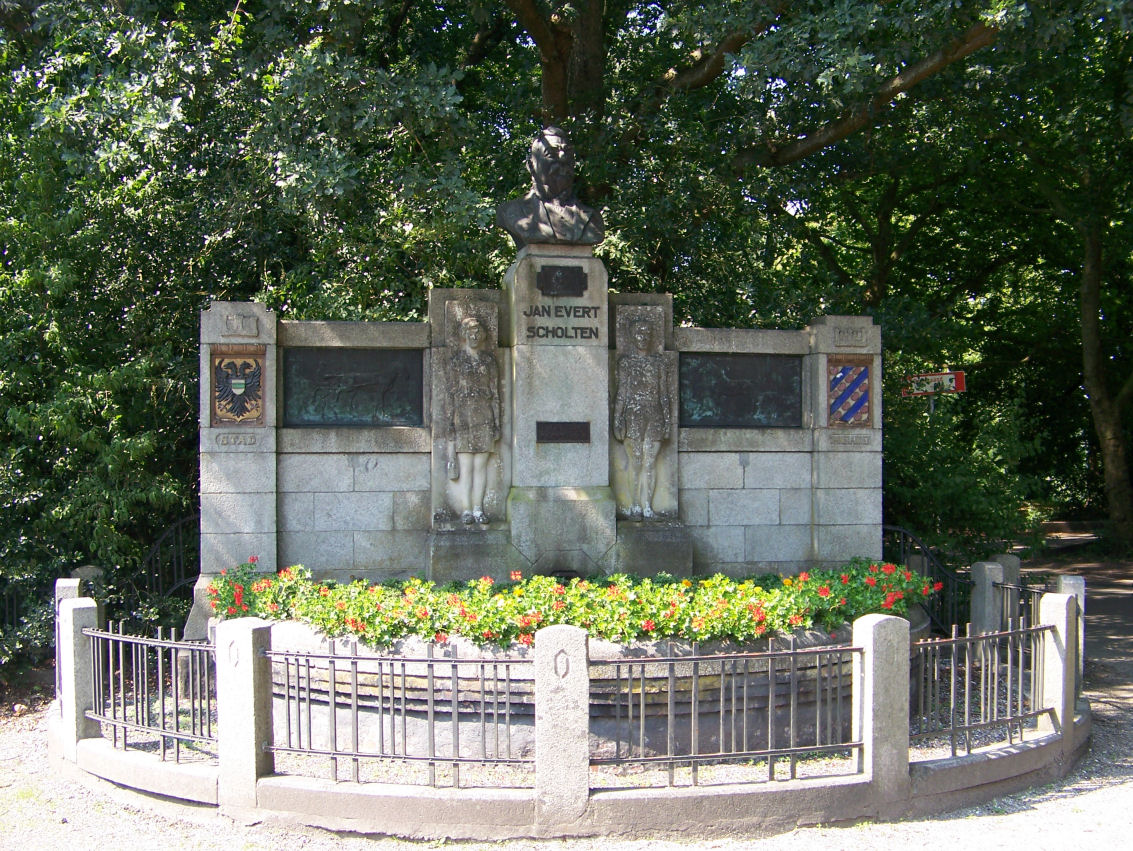
El monumento en memoria de Jan Evert Scholtenen el Parque de la Ciudad (2008).

El parque de la Ciudad (en neerlandés: Stadspark) en Groninga es un parque urbano localizado en el lado suroeste en el Distrito de Parque de la Ciudad.

## Descripción
El parque se construyó a finales de siglo XIX y principios del XX . La construcción del parque fue una iniciativa del industrial nacido en Groninga, Jan Evert Scholten. En 1931 un monumento en homenaje fue colocado en un lugar destacado del parque, en la Avenida de Concours. El parque fue diseñado por el arquitecto paisajista Leonard Springer, junto con el director de obras municipales de Groninga, Jan Anthony Mulock Houwer.
El 19 de mayo de 1926 tuvo lugar la inauguración oficial del Pabellón central del Parque de la Ciudad, que marcó el término de la construcción del parque, que había durado trece años.
El parque consta de varios componentes. En la entrada del parque, la Paterswoldseweg es un Arboreto. La construcción de la carretera de circunvalación occidental (Westelijke ringweg, en holandés), separa esta sección de la parte principal del Parque.
Una parte principal para la ciudad de Groningaes el hipódromo, donde se celebran carreras de caballos periódicamente. El espacio también es utilizado para diversos eventos, incluidas las celebraciones para conmemorar el Sitio de Groningen (Gronings Ontzet, en holandés). También ha servido por su gran extensión, para celebrar eventos populares como las actuaciones de los Rolling Stones y de Tina Turner.

## Enlaces externos

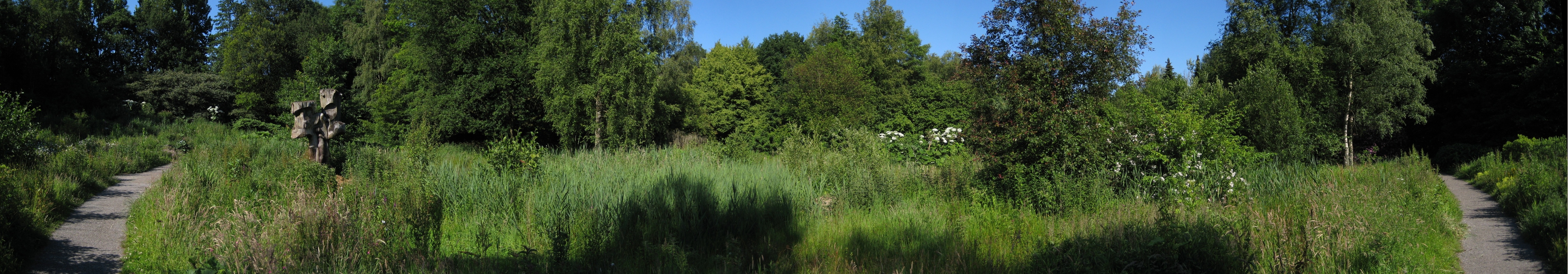
Vegetación del Parque (2009).

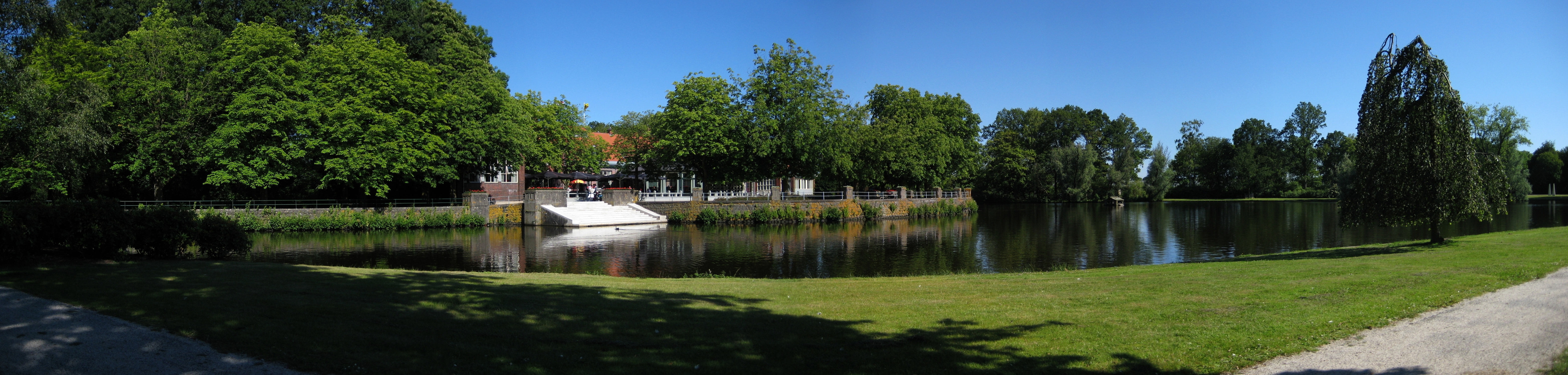
Estanque frente al Pabellón del Parque de la Ciudad (2009).